# Sofia Goggia
Sofia Anna Vittoria Goggia (Bergamo, 15 novembre 1992) è una sciatrice alpina italiana, campionessa olimpica nella discesa libera a Pyeongchang 2018, vincitrice di quattro Coppe del Mondo di discesa libera e di due medaglie mondiali.

## Biografia

### Infanzia ed esordio nell'agonismo
Nata a Bergamo il 15 novembre 1992 e residente in Valle di Astino, Sofia Goggia si è accostata allo sci all'età di tre anni sulle piste di Foppolo: è stata tesserata prima per lo Sci Club Ubi Banca Goggi, poi per il Radici Group, società sportive di Bergamo, e infine per il Rongai di Pisogne.
Ha esordito nel circuito FIS il 28 novembre 2007, in una gara nazionale giovanile a Livigno; ha colto i suoi primi punti un mese dopo, piazzandosi rispettivamente seconda e prima nelle due competizioni di supergigante della medesima categoria tenutesi a Caspoggio. Sempre a Caspoggio, il 18 maggio 2008, ha esordito in Coppa Europa, senza concludere la gara di supergigante.

### Stagioni 2009-2012
Nella stagione 2008-2009 ha conquistato tre titoli italiani aspiranti a Pila, rispettivamente in slalom gigante, supergigante e slalom speciale. Tra i migliori risultati si annoverano poi il quinto posto nel gigante valido come gara FIS tenutosi all'Abetone il 19 dicembre 2008, il quarto in discesa libera a Caspoggio il 2 marzo 2009 e il sesto in supergigante a Pila l'8 aprile seguente. Nell'estate 2009 subisce un primo infortunio al ginocchio.
Nell'annata seguente partecipa stabilmente alla Coppa Europa, cogliendo quale miglior risultato un 22º posto in discesa libera a Tarvisio e guadagnando in totale 15 punti. Prende poi parte ai Mondiali juniores tenutisi nella regione del Monte Bianco (versante francese), concludendo 6ª nella discesa libera e 46ª nello slalom gigante. Tra gli altri risultati di rilievo, si aggiudica il titolo nazionale aspiranti di supergigante a Caspoggio e vince quattro gare FIS (due supergiganti a Pila e due discese libere a Caspoggio e Santa Caterina Valfurva).
La stagione 2010-2011 termina già alla prima gara di Coppa Europa: nello slalom gigante di Kvitfjell Goggia patisce infatti un nuovo infortunio al ginocchio, che la obbliga a un lungo stop. Rientrata in competizione, inizia la stagione 2011-2012 vincendo i due giganti di Zinal, validi come gara FIS. Il 13 dicembre 2011 viene arruolata nella Guardia di Finanza, entrando a far parte dei Gruppi Sportivi Fiamme Gialle. Viene quindi convocata per la prima volta nella squadra italiana di Coppa del Mondo, ove esordisce il 28 dicembre 2011, senza concludere lo slalom gigante di Lienz. L'8 febbraio 2012 ottiene il suo primo podio in Coppa Europa, nel supergigante di Jasná vinto dalla connazionale Enrica Cipriani; sei giorni dopo arriva anche la prima vittoria, nella supercombinata di Sella Nevea. Pur dovendo concludere la stagione il 24 febbraio a causa di un infortunio (stiramento dei legamenti collaterali di entrambe le ginocchia e frattura del piatto tibiale), a fine annata risulta terza assoluta in classifica generale, con 515 punti conquistati, e vince la "coppetta" di supercombinata, con 140 punti. 
Nella stagione 2012-2013 prende parte a tre tappe di Coppa del Mondo (gli slalom giganti di Sankt Moritz, Courchevel e Semmering), senza concluderne alcuna. Coglie però tre vittorie (una in slalom gigante e due in discesa libera), tre secondi posti (due in slalom gigante e uno in discesa libera) e vari altri piazzamenti in Coppa Europa, vincendo la classifica di discesa libera e piazzandosi seconda nella generale, con 934 punti guadagnati. A dispetto della scarsa esperienza in Coppa del Mondo (all'epoca limitata a sole quattro apparizioni, delle quali nessuna nelle specialità veloci), viene convocata per i Mondiali di Schladming: in supergigante a sorpresa si piazza quarta, a cinque centesimi dal podio, alle spalle della vincitrice, la slovena Tina Maze, seguita dalla svizzera Lara Gut e dalla statunitense Julia Mancuso. Durante la stessa manifestazione iridata ottiene anche il 7º posto nella supercombinata e il 22º nella discesa libera.

### Stagioni 2013-2015
Nella stagione 2013-2014 Sofia Goggia entra stabilmente nella squadra italiana di Coppa del Mondo; il 30 novembre 2013 ottiene i suoi primi punti in questa competizione, piazzandosi al 7º posto nel supergigante di Beaver Creek; pochi giorni dopo tuttavia - il 7 dicembre - durante la discesa libera di Lake Louise si infortuna al legamento crociato anteriore del ginocchio sinistro: operata, deve concludere anzitempo la stagione. Il 25 gennaio 2014 ha partecipato come telecronista al supergigante di Coppa del Mondo di Cortina d'Ampezzo per conto di Rai Sport, mentre in occasione dei XXII Giochi olimpici invernali di Soči 2014 è stata commentatrice tecnica delle gare di sci alpino per le reti televisive italiane Sky Sport e Cielo, insieme a Gianmario Bonzi e Camilla Alfieri.
Dopo aver saltato le prime gare della stagione 2014-2015 per recuperare dal summenzionato infortunio, Goggia esordisce in Coppa del Mondo chiudendo al 30º posto il supergigante di Lake Louise; circa due settimane dopo è 47ª nella discesa libera in Val-d'Isère. Ancora una volta deve tuttavia chiudere la stagione anticipatamente, nel gennaio 2015, allorché le viene diagnosticata una cisti nel ginocchio sinistro.

### Stagioni 2016-2017
Confermata nei ranghi della prima squadra nazionale, nel biennio 2015-2016 disputa la sua prima stagione completa in Coppa del Mondo, ottenendo vari piazzamenti a punti, particolarmente in slalom gigante.

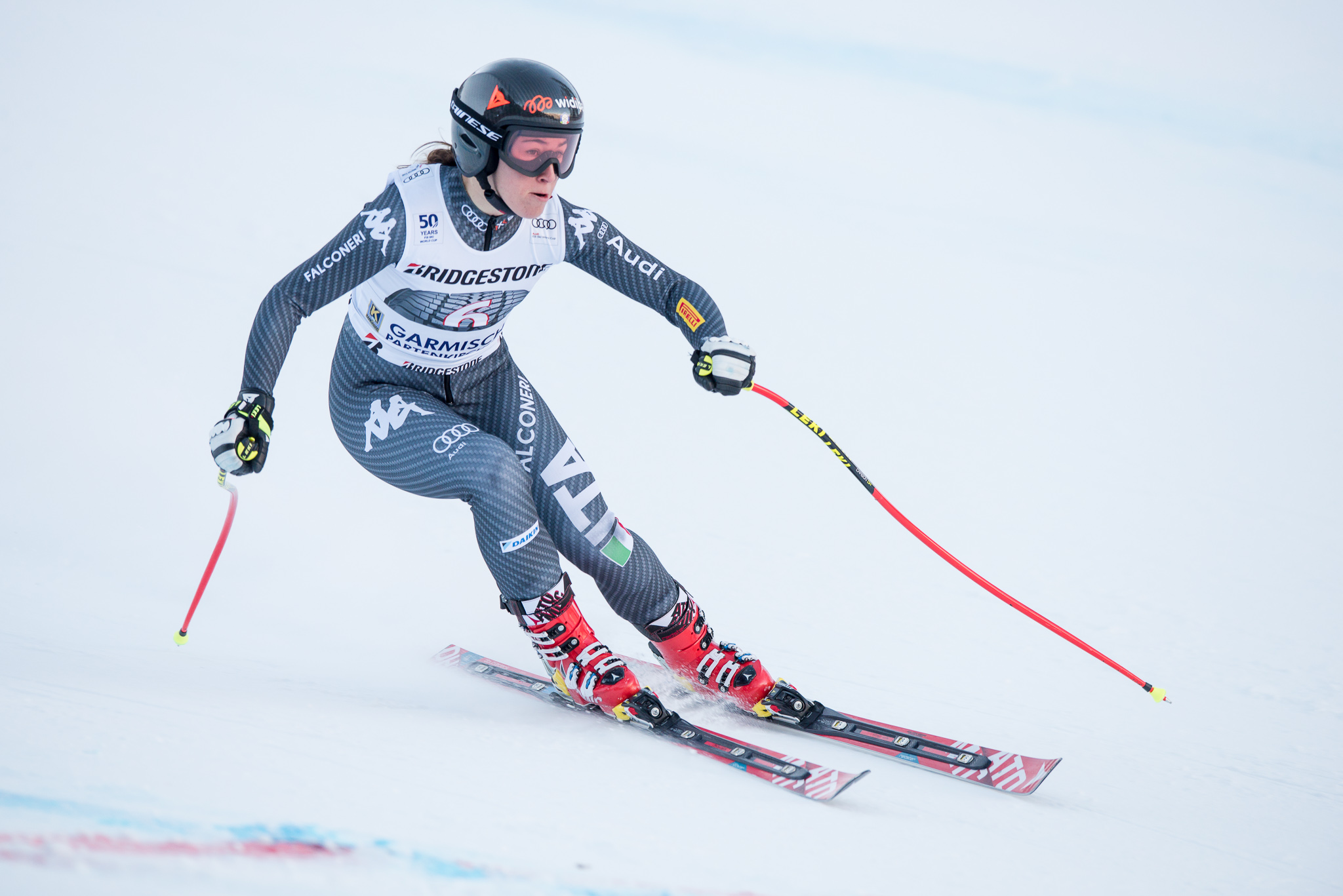
Sofia Goggia in gara a Garmisch-Partenkirchen nel 2017

In vista della stagione 2016-2017 Goggia viene inserita nella squadra nazionale polivalenti, dedicata alle atlete competitive in più discipline. Tale stagione segna la sua affermazione ai vertici internazionali: il 26 novembre 2016 ottiene a Killington il suo primo podio nel massimo circuito, chiudendo in 3ª posizione lo slalom gigante. Le prime vittorie arrivano il 4 e 5 marzo 2017, allorché a Pyeongchang-Jeongseon primeggia in discesa libera e supergigante. Chiude la stagione al terzo posto della classifica generale, con 1 197 punti (all'epoca record assoluto per un'atleta italiana, superando il precedente primato di Karen Putzer e superata nel 2020 da Federica Brignone con 1 378 punti), conquistando inoltre un totale di tredici podi (all'epoca primato nazionale). Per quanto riguarda le classifiche di specialità, si piazza seconda in quella di discesa libera, terza in gigante, sesta in supergigante e ottava in combinata alpina, vantando almeno un podio in ciascuna di esse (ulteriore record in ambito italiano). Prende inoltre parte ai Mondiali di Sankt Moritz 2017, ove vince l'unica medaglia della spedizione italiana (bronzo nello slalom gigante) e si classifica 4ª nella discesa libera e 10ª nel supergigante, uscendo nella seconda manche della combinata.

### Stagioni 2017-2019
La stagione 2017-2018 è ricca di successi: ai XXIII Giochi olimpici invernali di Pyeongchang 2018, sua prima presenza olimpica, vince la medaglia d'oro nella discesa libera, precedendo la norvegese Ragnhild Mowinckel e la statunitense Lindsey Vonn. L'oro olimpico in tale disciplina mancava all'Italia dal 1952 (primo e unico successo italiano firmato Zeno Colò). Sempre alle Olimpiadi di Pyeongchang si classifica 11ª nel supergigante e 11ª nello slalom gigante. In Coppa del Mondo centra tre vittorie (di cui una a Bad Kleinkirchheim dove, insieme alle compagne di squadra Federica Brignone e Nadia Fanchini, va a formare un podio totalmente azzurro), quattro secondi posti e due terzi posti. Tali risultati le consentono di aggiudicarsi la Coppa del mondo di discesa libera, vinta con tre punti di vantaggio su Lindsey Vonn e di piazzarsi 5ª nella classifica di supergigante e 4ª nella classifica generale.
Nell'ottobre 2018 si frattura il malleolo peroneale ed è costretta a saltare la prima parte della stagione. Tornata alle gare il 26 gennaio 2019 a Garmisch-Partenkirchen, centra subito due podi in Coppa del Mondo, arrivando seconda sia in supergigante sia nella discesa libera del giorno seguente; ai successivi Mondiali di Åre ha vinto la medaglia d'argento nel supergigante, è stata 15ª nella discesa libera e non ha completato lo slalom gigante.

### Stagioni 2020-2021
Anche l'annata 2019-2020 è segnata da un infortunio. Il 9 febbraio 2020 la bergamasca rimedia infatti una frattura scomposta del radio sinistro cadendo nel supergigante di Garmisch-Partenkirchen. Questo infortunio mette di fatto fine a una stagione con risultati altalenanti per l'atleta azzurra (con due soli podi, una vittoria e un secondo posto in due superG), chiusasi in anticipo a causa della pandemia di COVID-19.
Un trauma distorsivo-contusivo al ginocchio destro, subito il 31 gennaio 2021 mentre percorreva una pista turistica di Garmisch-Partenkirchen, l'ha costretta a fermarsi per infortunio anche nella stagione 2020-2021, che le ha impedito di partecipare ai Mondiali di Cortina d'Ampezzo; si è comunque aggiudicata la sua seconda Coppa del Mondo di discesa libera con 70 punti di margine sulla svizzera Corinne Suter.

### Stagioni 2022-2025

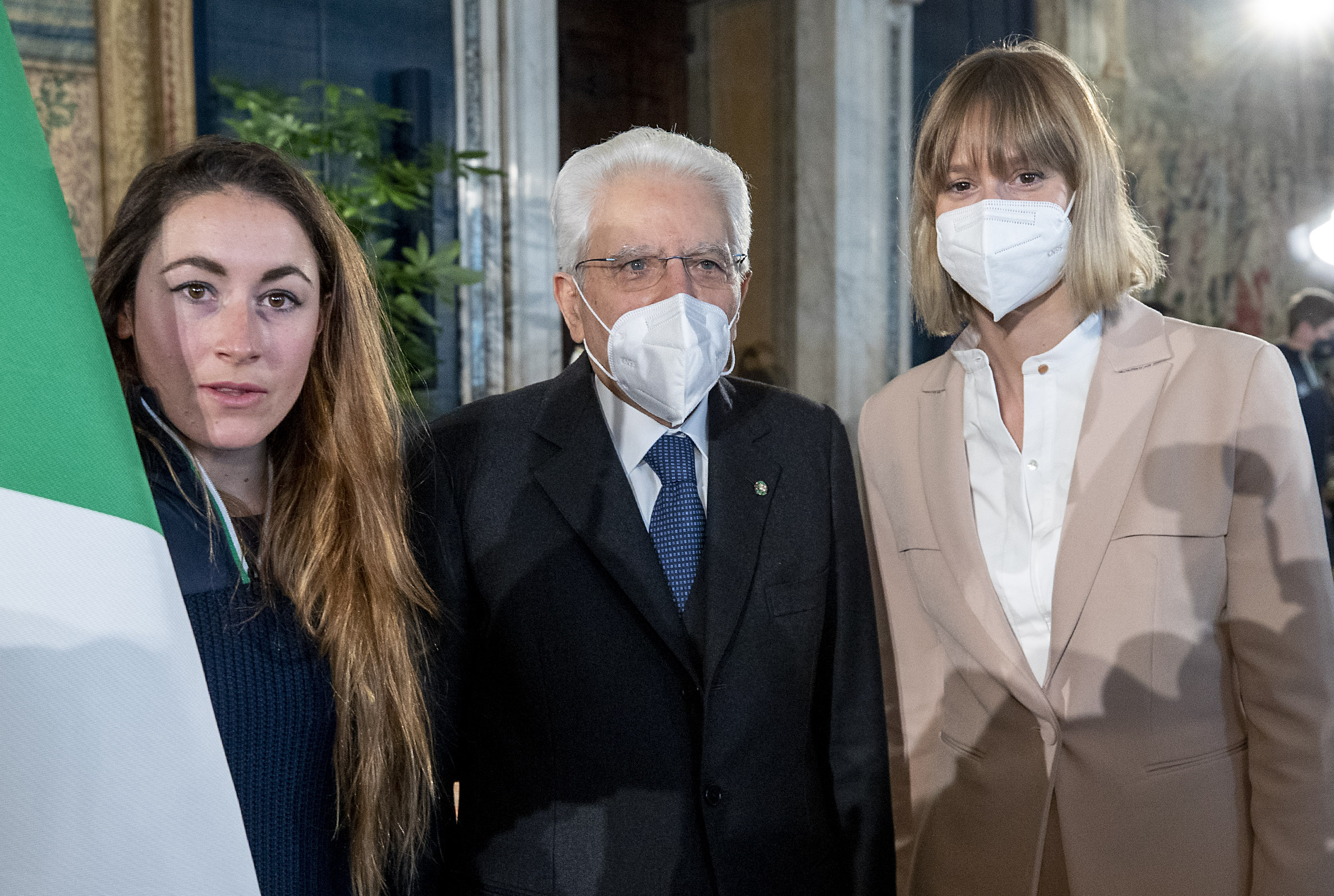
Sofia Goggia con il presidente della Repubblica Sergio Mattarella e Federica Pellegrini nel 2022

Ai XXIV Giochi olimpici invernali di Pechino 2022 ha vinto la medaglia d'argento nella discesa libera e al termine di quella stagione 2021-2022 ha conquistato per la terza volta la Coppa del Mondo di discesa libera, con 93 punti di vantaggio sulla Suter. Ai Mondiali di Courchevel/Méribel 2023 si è classificata 11ª nel supergigante e non ha completato la discesa libera e la combinata; in quella stessa stagione 2022-2023 ha ottenuto per la quarta volta la Coppa del Mondo di discesa libera con 189 punti di vantaggio su Ilka Štuhec, dopo aver vinto tra l'altro la classica discesa libera dell'Olimpia delle Tofane di Cortina d'Ampezzo (20 gennaio).
Nella successiva stagione 2023-2024, segnata da un infortunio patito durante un allenamento il 5 febbraio (frattura della tibia e del malleolo tibiale) che l'ha costretta a terminare anzitempo la stagione, si è comunque classificata 3ª nella classifica della Coppa del Mondo di discesa libera; i suoi podi stagionali sono stati 6, con 2 vittorie. Ai Mondiali di Saalbach-Hinterglemm 2025 si è piazzata 16ª nella discesa libera, 5ª nel supergigante e non ha completato lo slalom gigante; in quella stagione 2024-2025 è stata 3ª sia nella classifica generale sia in quelle di discesa libera e di supergigante e i suoi podi sono stati 8, con 2 vittorie.

## Caratteristiche tecniche
Fisicamente robusta e potente, ha caratteristiche di polivalenza che le consentono di esprimersi ad alto livello in tutte le discipline dello sci alpino (eccetto lo slalom speciale), con spiccata predisposizione per le discese libere. Predilige i tracciati molto filanti e veloci, mentre è meno a suo agio nelle piste particolarmente tecniche.
Adotta uno stile di sciata caratterizzato da aggressività e ricerca della velocità, con linee molto dirette e un approccio che tende a spingersi sempre al limite, richiedendo continui aggiustamenti e capacità di recupero rapido.

## Palmarès

### Olimpiadi
- 2 medaglie:
  - 1 oro (discesa libera a Pyeongchang 2018)
  - 1 argento (discesa libera a Pechino 2022)

### Mondiali
- 2 medaglie:
  - 1 argento (supergigante a Åre 2019)
  - 1 bronzo (slalom gigante a Sankt Moritz 2017)

### Coppa del Mondo
- Miglior piazzamento in classifica generale: 3ª nel 2017 e nel 2025
- Vincitrice della Coppa del Mondo di discesa libera nel 2018, nel 2021, nel 2022 e nel 2023
- 62 podi:
  - 26 vittorie
  - 23 secondi posti
  - 13 terzi posti

#### Coppa del Mondo - vittorie
| Data             | Località               | Paese         | Specialità |
| ---------------- | ---------------------- | ------------- | ---------- |
| 4 marzo 2017     | Jeongseon              | Corea del Sud | DH         |
| 5 marzo 2017     | Jeongseon              | Corea del Sud | SG         |
| 14 gennaio 2018  | Bad Kleinkirchheim     | Austria       | DH         |
| 19 gennaio 2018  | Cortina d'Ampezzo      | Italia        | DH         |
| 15 marzo 2018    | Åre                    | Svezia        | SG         |
| 23 febbraio 2019 | Crans-Montana          | Svizzera      | DH         |
| 14 dicembre 2019 | Sankt Moritz           | Svizzera      | SG         |
| 19 dicembre 2020 | Val-d'Isère            | Francia       | DH         |
| 9 gennaio 2021   | Sankt Anton am Arlberg | Austria       | DH         |
| 22 gennaio 2021  | Crans-Montana          | Svizzera      | DH         |
| 23 gennaio 2021  | Crans-Montana          | Svizzera      | DH         |
| 3 dicembre 2021  | Lake Louise            | Canada        | DH         |
| 4 dicembre 2021  | Lake Louise            | Canada        | DH         |
| 5 dicembre 2021  | Lake Louise            | Canada        | SG         |
| 18 dicembre 2021 | Val-d'Isère            | Francia       | DH         |
| 19 dicembre 2021 | Val-d'Isère            | Francia       | SG         |
| 22 gennaio 2022  | Cortina d'Ampezzo      | Italia        | DH         |
| 2 dicembre 2022  | Lake Louise            | Canada        | DH         |
| 3 dicembre 2022  | Lake Louise            | Canada        | DH         |
| 17 dicembre 2022 | Sankt Moritz           | Svizzera      | DH         |
| 20 gennaio 2023  | Cortina d'Ampezzo      | Italia        | DH         |
| 26 febbraio 2023 | Crans-Montana          | Svizzera      | DH         |
| 8 dicembre 2023  | Sankt Moritz           | Svizzera      | SG         |
| 13 gennaio 2024  | Altenmarkt-Zauchensee  | Austria       | DH         |
| 15 dicembre 2024 | Beaver Creek           | Stati Uniti   | SG         |
| 18 gennaio 2025  | Cortina d'Ampezzo      | Italia        | DH         |

Legenda:

DH = discesa libera

SG = supergigante

### Coppa Europa
- Miglior piazzamento in classifica generale: 2ª nel 2013
- Vincitrice della classifica di discesa libera nel 2013
- Vincitrice della classifica di combinata nel 2012
- 9 podi:
  - 4 vittorie
  - 4 secondi posti
  - 1 terzo posto

#### Coppa Europa - vittorie
| Data             | Località               | Paese      | Specialità |
| ---------------- | ---------------------- | ---------- | ---------- |
| 14 febbraio 2012 | Sella Nevea            | Italia     | SC         |
| 19 dicembre 2012 | Courchevel             | Francia    | GS         |
| 17 gennaio 2013  | Sankt Anton am Arlberg | Austria    | DH         |
| 28 gennaio 2013  | Jasná                  | Slovacchia | DH         |

Legenda:

DH = discesa libera

GS = slalom gigante

SC = supercombinata

### South American Cup
- Miglior piazzamento in classifica generale: 21ª nel 2016
- 1 podio:
  - 1 secondo posto

### Campionati italiani
- 8 medaglie[14]:
  - 6 argenti (discesa libera nel 2016; discesa libera, supergigante nel 2017; discesa libera, combinata nel 2018; supergigante nel 2019)
  - 2 bronzi (supergigante nel 2018; discesa libera nel 2019)

## Statistiche
Con 26 vittorie, Goggia è la seconda sciatrice italiana più vincente in Coppa del Mondo, dietro Federica Brignone. 

### Podi in Coppa del Mondo
| Stagione/Specialità | Discesa libera | Discesa libera | Discesa libera | Supergigante | Supergigante | Supergigante | Slalom gigante | Slalom gigante | Slalom gigante | Combinata | Combinata | Combinata | Podi totali |
| ------------------- | -------------- | -------------- | -------------- | ------------ | ------------ | ------------ | -------------- | -------------- | -------------- | --------- | --------- | --------- | ----------- |
| Stagione/Specialità | 1º             | 2º             | 3º             | 1º           | 2º           | 3º           | 1º             | 2º             | 3º             | 1º        | 2º        | 3º        | Podi totali |
| 2012                |                |                |                |              |              |              |                |                |                |           |           |           | 0           |
| 2013                |                |                |                |              |              |              |                |                |                |           |           |           | 0           |
| 2014                |                |                |                |              |              |              |                |                |                |           |           |           | 0           |
| 2015                |                |                |                |              |              |              |                |                |                |           |           |           | 0           |
| 2016                |                |                |                |              |              |              |                |                |                |           |           |           | 0           |
| 2017                | 1              | 2              | 2              | 1            | 1            | 1            |                | 3              | 1              |           |           | 1         | 13          |
| 2018                | 2              | 3              |                | 1            | 1            | 1            |                |                | 1              |           |           |           | 9           |
| 2019                | 1              | 1              |                |              | 1            |              |                |                |                |           |           |           | 3           |
| 2020                |                |                |                | 1            | 1            |              |                |                |                |           |           |           | 2           |
| 2021                | 4              | 1              |                |              |              |              |                |                |                |           |           |           | 5           |
| 2022                | 4              |                | 1              | 2            | 1            |              |                |                |                |           |           |           | 8           |
| 2023                | 5              | 3              |                |              |              |              |                |                |                |           |           |           | 8           |
| 2024                | 1              | 1              | 2              | 1            |              | 1            |                |                |                |           |           |           | 6           |
| 2025                | 1              | 2              |                | 1            | 2            | 2            |                |                |                |           |           |           | 8           |
| Totale              | 19             | 13             | 5              | 7            | 7            | 5            |                | 3              | 2              |           |           | 1         | 62          |
| Totale              | 37             | 37             | 37             | 19           | 19           | 19           | 5              | 5              | 5              | 1         | 1         | 1         | 62          |

## Riconoscimenti
- Gazzetta Sports Awards: 2

Categoria Donna dell'anno in ambito italiano: 2017, 2018
- Atleta dell'anno FISI nel 2022[21]